# Pseudomonoceratina
Pseudomonoceratina is een geslacht van uitgestorven kreeftachtigen uit de klasse van de Ostracoda (mosselkreeftjes).

## Soorten
- Pseudomonoceratina aligera (Ljashenko, 1960) Gruendel & Kozur, 1972 †
- Pseudomonoceratina bradfieldi (Cooper, 1946) Gruendel & Kozur, 1972 †
- Pseudomonoceratina celsalobata (Cooper, 1941) Gruendel & Kozur, 1972 †
- Pseudomonoceratina classicula Becker, 1992 †
- Pseudomonoceratina furcula (Croneis & Gale, 1939) Gruendel & Kozur, 1972 †
- Pseudomonoceratina opima (Cooper, 1941) Gruendel & Kozur, 1972 †
- Pseudomonoceratina razinae Bless, 1984 †
- Pseudomonoceratina youngiana (Jones & Kirkby, 1886) Gruendel & Kozur, 1972 †